# 創業板
创业板，又称二板市场（Second-board Market），是与主板市场（Main-Board Market）不同的一类证券市场，其主要针对解决创业型企业、中小型企业及高科技产业企业等需要进行融资和发展而设立。创业板与主板市场相比，上市要求往往更加宽松，主要体现在成立时间，资本规模，中长期业绩等的要求上。由于目前新兴的二板市场上市企业大多趋向于创业型企业，所以在又多称为创业板。
创业板市场最大的特点就是低门槛进入，严要求运作，有助于有潜力的中小企业获得融资机会。对投资者来说，创业板市场的风险要比主板市场高得多。当然，回报可能也会大得多。各国政府对二板市场的监管更为严格。其核心就是“信息披露”。除此之外，监管部门还通过“保荐人”制度来帮助投资者选择高素质企业。二板市场和主板市场的投资对象和风险承受能力是不相同的，在通常情况下，二者不会相互影响。而且由于它们内在的联系，反而会促进主板市场的进一步发展壮大。

## 另見
- 初級市場
- 興櫃
- 初次公開發行